# Ye Li
Ye Li, född 20 november 1981, är en kinesisk basketspelare som bland annat spelade representerade Kina i basket vid olympiska sommarspelen 2004. Ye Li är gift med Yao Ming.